# Люк (Андрейшур)
Люк — деревня в Андрейшурском сельском поселении Балезинского района Удмуртии. Центр поселения — село Андрейшур.
К деревне был присоединён посёлок Верхнелюкский (Верхнелюкский лесоучасток). Его население в 1961 году составляло 98 человек.
Через деревню проходит железная дорога и имеется станция. Есть основная школа.
Население — 232 человек (2007; 87 в 1961).
В деревне имеются 6 улиц: Линейная, Лесная, Мира, Октябрьская, Привокзальная и Школьная.
ГНИИМБ: 1837
Индекс: 427535
Несмотря на название у деревни берёт своё начало ручей Вужпа, начало же ближайшей реки Люк (в Удмуртии 3 реки имеют такое название), являющейся левым притоком реки Лоза, лежит в 2-х километрах, посередине между деревней и посёлком Верх-Люк.